# Hôtel de Chabrillan
L'hôtel de Chabrillan est un hôtel particulier du XVIIIe siècle, à Montélimar dans la Drôme, en France. Il est inscrit aux monuments historiques.

## Localisation
L'hôtel de Chabrillan est situé à Montélimar dans la Drôme, au no 130 rue Pierre-Julien, référence cadastrale AV491.

## Historique
Cet hôtel particulier date du XVIIIe siècle. Il est édifié pour la famille de Chabrillan, d'où son nom.

## Protection
L'hôtel de Chabrillan fait l'objet d'une inscription partielle aux monuments historiques en 1981. C'est le grand salon et son décor qui sont protégés, par arrêté du 2 mars 1981.